# InterContinental Amstel Amsterdam
El InterContinental Amstel Amsterdam Hotel, comúnmente conocido como Amstel Hotel, es un hotel situado en Ámsterdam, Países Bajos, en la orilla este del río Amstel. Forma parte de la cadena InterContinental Hotels y está inscrito en el registro nacional de Rijksmonumenten.
En 2007, fue el único hotel de los Países Bajos en la lista de The World’s Best Hotels, concretamente en el puesto 90.
El restaurante La Rive, que se encontraba dentro del hotel hasta su cierre en 2020, obtuvo de una a dos estrellas Michelin en diversos períodos entre 1993 y 2016.

## Historia
Samuel Sarphati, médico y urbanista holandés, tomó la iniciativa de construir el hotel, aunque murió en junio de 1866 antes de su apertura. Originalmente se planeó construir la parte frontal del hotel frente a la actual calle Sarphatistraat. Debido a problemas financieros sólo se construyó el ala a lo largo del Amstel.
A finales de septiembre de 1992, el Hotel Amstel reabrió sus puertas después de dos años de reformas. Durante el cierre, artesanos e ingenieros restauraron todo el hotel, con un coste de más de 70 millones de florines neerlandeses. Las anteriores 111 habitaciones fueron transformadas en 55 habitaciones de lujo y 24 suites. 
En octubre de 2004 una prueba reveló la presencia de legionela en el sistema de agua del edificio. Como medida de precaución el hotel fue evacuado y los huéspedes trasladados a otros hoteles. Se tomaron varias medidas para evitar que se repitiera el incidente, incluida la instalación de filtros especiales.
En 2006 el edificio fue vendido al banco estadounidense Morgan Stanley. En 2011, el empresario libanés Toufic Aboukhater compró el hotel, y en 2014, el hotel fue adquirido por Katara Hospitality, pero aún es operado por InterContinental Hotels Group.
Entre 2017 y 2018 se realizó una importante renovación de la fachada y el tejado. Además de las mejoras técnicas y de seguridad, también se aprovechó para reconstruir el aspecto histórico del hotel. Tanto el esquema de colores original como los leones, que habían desaparecido.

## Galería

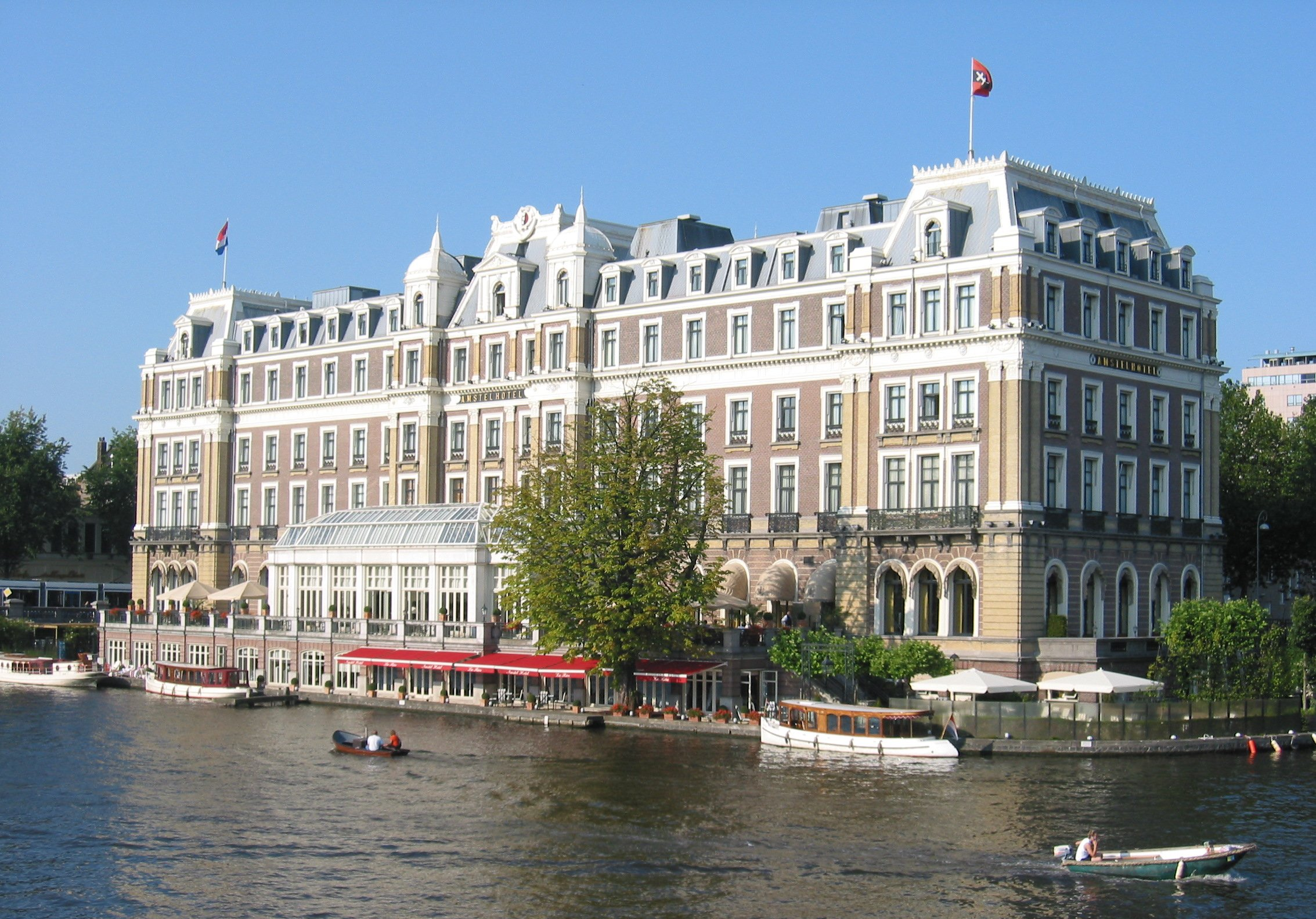
Vista del hotel desde el río en 2004.
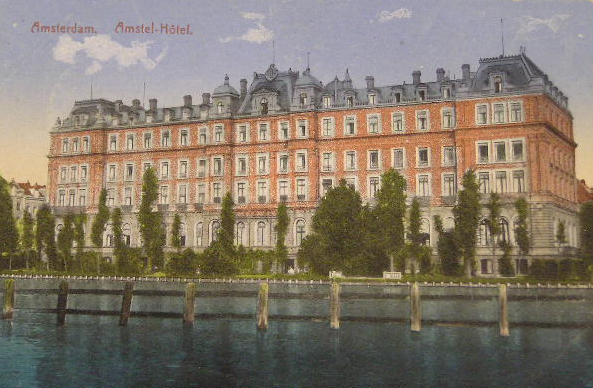
Hotel Amstel en 1923 (aproximadamente).
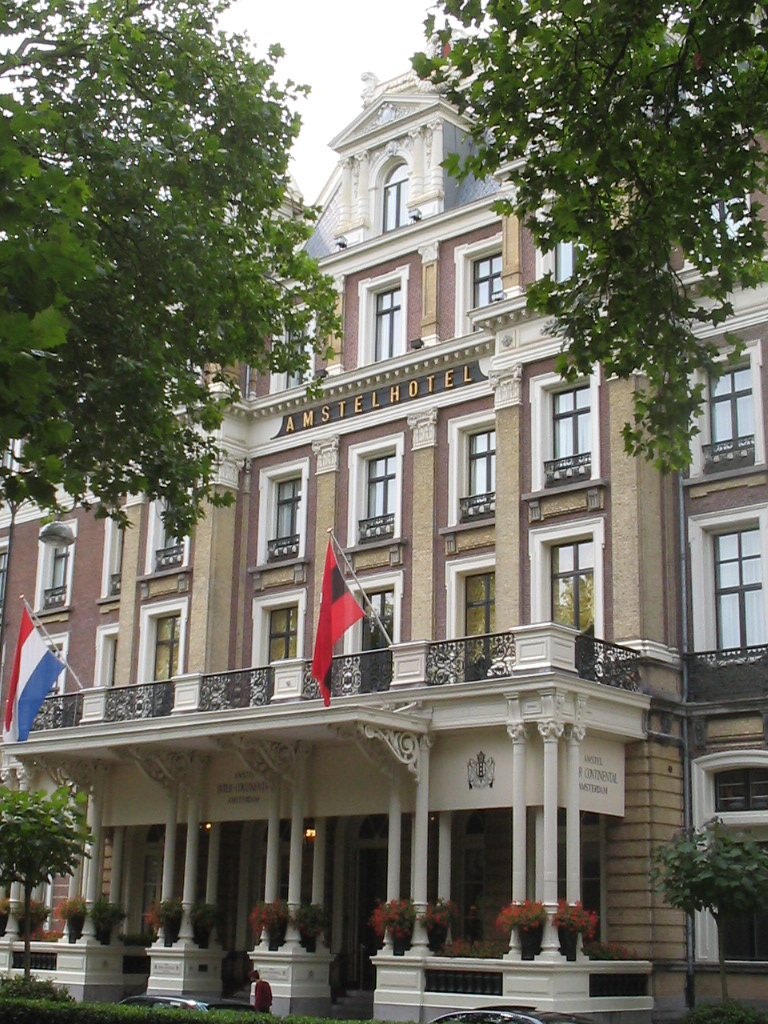
Entrada principal en la plaza Professor Tulpplein.